# Isotopes de l'ytterbium
L'ytterbium (Yb, numéro atomique 70) naturel est composé de 7 isotopes stables, 168Yb, 170Yb, 171Yb, 172Yb, 173Yb, 174Yb, et 176Yb, avec 174Yb le plus abondant (31,83% d'abondance naturelle). Vingt-sept radioisotopes ont été caractérisés, dont les plus stables sont 169Yb qui a une demi-vie de 32,026 jours, 175Yb (4,185 j) et 166Yb (56,7 heures). Tous les autres isotopes radioactifs ont des demi-vie de moins de 2 h. On connaît à cet élément 12 isotopes métastables, dont le plus stable est 169mYb (t1/2 = 46 s).
Les isotopes de l'ytterbium ont une masse atomique allant de 147,967 u (148Yb) à 180,9562 u (181Yb). Les principaux produits de désintégration avant 174Yb sont des isotopes du thulium, et les principaux produits après sont des isotopes du lutécium.
En optique quantique, les différents isotopes de l'ytterbium suivent soit une statistique de Bose-Einstein, soit une statistique de Fermi-Dirac, ce qui induit un comportement intéressant en réseaux optiques.
Masse atomique standard : 173,045(10) u.

## Ytterbium naturel
L'ytterbium naturel est composé des sept isotopes stables 168Yb, 170Yb, 171Yb, 172Yb, 173Yb, 174Yb, et 176Yb, tous soupçonnés d'être très faiblement radioactifs. On peut trouver également des traces infimes de 182Yb (très instable), produit de désintégration par fission spontanée de 232Th, mais ces traces sont non quantifiables : c'est une voie de désintégration extrêmement minoritaire.
| Isotope | Abondance (pourcentage molaire) |
| ------- | ------------------------------- |
| 168Yb   | 0,13 (1) %                      |
| 170Yb   | 3,04 (15) %                     |
| 171Yb   | 14,28 (57) %                    |
| 172Yb   | 21,83 (67) %                    |
| 173Yb   | 16,13 (27) %                    |
| 174Yb   | 31,83 (92) %                    |
| 176Yb   | 12,76 (41) %                    |

## Table
| symbole du nucléide | Z(p)                 | N(n)                 | masse isotopique (u) | demi-vie          | Modes de désintégration, | isotope(s) fils | spin nucléaire |
| symbole du nucléide | énergie d'excitation | énergie d'excitation | énergie d'excitation | demi-vie          | Modes de désintégration, | isotope(s) fils | spin nucléaire |
| ------------------- | -------------------- | -------------------- | -------------------- | ----------------- | ------------------------ | --------------- | -------------- |
| 148Yb               | 70                   | 78                   | 147,96742(64)#       | 250# ms           | β+                       | 148Tm           | 0+             |
| 149Yb               | 70                   | 79                   | 148,96404(54)#       | 0,7(2) s          | β+                       | 149Tm           | (1/2+,3/2+)    |
| 150Yb               | 70                   | 80                   | 149,95842(43)#       | 700# ms [>200 ns] | β+                       | 150Tm           | 0+             |
| 151Yb               | 70                   | 81                   | 150,95540(32)        | 1,6(5) s          | β+                       | 151Tm           | (1/2+)         |
| 151Yb               | 70                   | 81                   | 150,95540(32)        | 1,6(5) s          | β+, p (rare)             | 150Er           | (1/2+)         |
| 151m1Yb             | 750(100)# keV        | 750(100)# keV        | 750(100)# keV        | 1,6(5) s          | β+                       | 151Tm           | (11/2−)        |
| 151m1Yb             | 750(100)# keV        | 750(100)# keV        | 750(100)# keV        | 1,6(5) s          | β+, p (rare)             | 150Er           | (11/2−)        |
| 151m2Yb             | 1790(500)# keV       | 1790(500)# keV       | 1790(500)# keV       | 2,6(7) µs         | 19/2−#                   |                 |                |
| 151m3Yb             | 2450(500)# keV       | 2450(500)# keV       | 2450(500)# keV       | 20(1) µs          | 27/2−#                   |                 |                |
| 152Yb               | 70                   | 82                   | 151,95029(22)        | 3,04(6) s         | β+                       | 152Tm           | 0+             |
| 152Yb               | 70                   | 82                   | 151,95029(22)        | 3,04(6) s         | β+, p (rare)             | 151Er           | 0+             |
| 153Yb               | 70                   | 83                   | 152,94948(21)#       | 4,2(2) s          | α (50 %)                 | 149Er           | 7/2−#          |
| 153Yb               | 70                   | 83                   | 152,94948(21)#       | 4,2(2) s          | β+ (50 %)                | 153Tm           | 7/2−#          |
| 153Yb               | 70                   | 83                   | 152,94948(21)#       | 4,2(2) s          | β+, p (0,008%)           | 152Er           | 7/2−#          |
| 153mYb              | 2700(100) keV        | 2700(100) keV        | 2700(100) keV        | 15(1) µs          | (27/2−)                  |                 |                |
| 154Yb               | 70                   | 84                   | 153,946394(19)       | 0,409(2) s        | α (92,8 %)               | 150Er           | 0+             |
| 154Yb               | 70                   | 84                   | 153,946394(19)       | 0,409(2) s        | β+ (7,119 %)             | 154Tm           | 0+             |
| 155Yb               | 70                   | 85                   | 154,945782(18)       | 1,793(19) s       | α (89 %)                 | 151Er           | (7/2−)         |
| 155Yb               | 70                   | 85                   | 154,945782(18)       | 1,793(19) s       | β+ (11 %)                | 155Tm           | (7/2−)         |
| 156Yb               | 70                   | 86                   | 155,942818(12)       | 26,1(7) s         | β+ (90 %)                | 156Tm           | 0+             |
| 156Yb               | 70                   | 86                   | 155,942818(12)       | 26,1(7) s         | α (10 %)                 | 152Er           | 0+             |
| 157Yb               | 70                   | 87                   | 156,942628(11)       | 38,6(10) s        | β+ (99,5 %)              | 157Tm           | 7/2−           |
| 157Yb               | 70                   | 87                   | 156,942628(11)       | 38,6(10) s        | α (0,5 %)                | 153Er           | 7/2−           |
| 158Yb               | 70                   | 88                   | 157,939866(9)        | 1,49(13) min      | β+ (99,99 %)             | 158Tm           | 0+             |
| 158Yb               | 70                   | 88                   | 157,939866(9)        | 1,49(13) min      | α (0,0021 %)             | 154Er           | 0+             |
| 159Yb               | 70                   | 89                   | 158,94005(2)         | 1,67(9) min       | β+                       | 159Tm           | 5/2(−)         |
| 160Yb               | 70                   | 90                   | 159,937552(18)       | 4,8(2) min        | β+                       | 160Tm           | 0+             |
| 161Yb               | 70                   | 91                   | 160,937902(17)       | 4,2(2) min        | β+                       | 161Tm           | 3/2−           |
| 162Yb               | 70                   | 92                   | 161,935768(17)       | 18,87(19) min     | β+                       | 162Tm           | 0+             |
| 163Yb               | 70                   | 93                   | 162,936334(17)       | 11,05(25) min     | β+                       | 163Tm           | 3/2−           |
| 164Yb               | 70                   | 94                   | 163,934489(17)       | 75,8(17) min      | CE                       | 164Tm           | 0+             |
| 165Yb               | 70                   | 95                   | 164,93528(3)         | 9,9(3) min        | β+                       | 165Tm           | 5/2−           |
| 166Yb               | 70                   | 96                   | 165,933882(9)        | 56,7(1) h         | CE                       | 166Tm           | 0+             |
| 167Yb               | 70                   | 97                   | 166,934950(5)        | 17,5(2) min       | β+                       | 167Tm           | 5/2−           |
| 168Yb               | 70                   | 98                   | 167,933897(5)        | Observé stable    | Observé stable           | Observé stable  | 0+             |
| 169Yb               | 70                   | 99                   | 168,935190(5)        | 32,026(5) j       | CE                       | 169Tm           | 7/2+           |
| 169mYb              | 24,199(3) keV        | 24,199(3) keV        | 24,199(3) keV        | 46(2) s           | TI                       | 169Yb           | 1/2−           |
| 170Yb               | 70                   | 100                  | 169,9347618(26)      | Observé stable    | Observé stable           | Observé stable  | 0+             |
| 170mYb              | 1258,46(14) keV      | 1258,46(14) keV      | 1258,46(14) keV      | 370(15) ns        |                          |                 | 4−             |
| 171Yb               | 70                   | 101                  | 170,9363258(26)      | Observé stable    | Observé stable           | Observé stable  | 1/2−           |
| 171m1Yb             | 95,282(2) keV        | 95,282(2) keV        | 95,282(2) keV        | 5,25(24) ms       | TI                       | 171Yb           | 7/2+           |
| 171m2Yb             | 122,416(2) keV       | 122,416(2) keV       | 122,416(2) keV       | 265(20) ns        |                          |                 | 5/2−           |
| 172Yb               | 70                   | 102                  | 171,9363815(26)      | Observé stable    | Observé stable           | Observé stable  | 0+             |
| 173Yb               | 70                   | 103                  | 172,9382108(26)      | Observé stable    | Observé stable           | Observé stable  | 5/2−           |
| 173mYb              | 398,9(5) keV         | 398,9(5) keV         | 398,9(5) keV         | 2,9(1) µs         |                          |                 | 1/2−           |
| 174Yb               | 70                   | 104                  | 173,9388621(26)      | Observé stable    | Observé stable           | Observé stable  | 0+             |
| 175Yb               | 70                   | 105                  | 174,9412765(26)      | 4,185(1) d        | β−                       | 175Lu           | 7/2−           |
| 175mYb              | 514,865(4) keV       | 514,865(4) keV       | 514,865(4) keV       | 68,2(3) ms        |                          |                 | 1/2−           |
| 176Yb               | 70                   | 106                  | 175,9425717(28)      | Observé stable    | Observé stable           | Observé stable  | 0+             |
| 176mYb              | 1050,0(3) keV        | 1050,0(3) keV        | 1050,0(3) keV        | 11,4(3) s         | (8)−                     |                 |                |
| 177Yb               | 70                   | 107                  | 176,9452608(28)      | 1,911(3) h        | β−                       | 177Lu           | (9/2+)         |
| 177mYb              | 331,5(3) keV         | 331,5(3) keV         | 331,5(3) keV         | 6,41(2) s         | TI                       | 177Yb           | (1/2−)         |
| 178Yb               | 70                   | 108                  | 177,946647(11)       | 74(3) min         | β−                       | 178Lu           | 0+             |
| 179Yb               | 70                   | 109                  | 178,95017(32)#       | 8,0(4) min        | β−                       | 179Lu           | (1/2−)         |
| 180Yb               | 70                   | 110                  | 179,95233(43)#       | 2,4(5) min        | β−                       | 180Lu           | 0+             |
| 181Yb               | 70                   | 111                  | 180,95615(43)#       | 1# min            | β−                       | 181Lu           | 3/2−#          |
| 182Yb               | 70                   | 112                  |                      |                   |                          |                 |                |

1. ↑  Abréviations:

CE: capture électronique

TI : transition isomérique
2. ↑  On suppose une désintégration α vers 164Er ou  2β+ vers 168Er, avec une demi-vie supérieure à 130×1012 ans
3. ↑  On suppose l'existence d'une désintégration alpha vers 166Er.
4. ↑  On suppose l'existence d'une désintégration alpha vers 167Er.
5. ↑  On suppose l'existence d'une désintégration alpha vers 169Er.
6. ↑  On suppose l'existence d'une désintégration alpha vers 170Er.
7. ↑  On suppose l'existence d'une désintégration alpha vers 172Er ou 2β− vers 176Hf avec une demi-vie supérieure à 160×1015 ans

.
8. ↑  Produit de désintégration du thorium 232.